# Acis longifolia
nivéole à feuilles longues
Genre
Classification APG III (2009)
Acis longifolia, ou Nivéole à feuilles longues, est une espèce de plantes à fleurs de la famille des Liliaceae selon la classification classique. La classification phylogénétique les place dans la famille des Amaryllidaceae. C'est une plante herbacée endémique de Corse. Cette Acis fleurit au printemps.

## Habitat
La nivéole à longues feuilles, Acis longifolia J.Gay ex M.Roemer, est une endémique rare du Nord de la Corse, dans la presqu’île de Scandola, qui ressemble à la nivéole à feuilles capillaires. Cette espèce printanière a des feuilles filiformes et des fleurs blanches.

## Statut
Menacée 

## Culture
- Acis longifolia, peu rustiques, peut, sauf dans des régions au climat doux comme le sud de l’Angleterre ou l'ouest de la France, être cultivée en serre froide.